# Bradley Battersby
Bradley Battersby é um diretor de cinema e roteirista norte-americano.

## Filmografia
- Jesus the Driver (2004)
- Red Letters (2000)
- The Joyriders (1999)
- Blue Desert (1991)